# Chevrolet Celebrity
Der Chevrolet Celebrity war ein von der US-amerikanischen Automarke Chevrolet von Ende 1981 bis Mitte 1990 gebautes Modell der Mittelklasse.
Der Celebrity basierte auf der A-Plattform von General Motors und war eng verwandt mit dem Oldsmobile Cutlass Ciera, dem Pontiac 6000 und dem Buick Century.
Die Modelle der A-Plattform mit Frontantrieb lösten die für das Modelljahr 1978 eingeführten, erstmals verkleinerten Mittelklassemodelle auf der A-Plattform mit Hinterradantrieb ab (Chevrolet Malibu, Buick Century, Pontiac Le Mans und Oldsmobile Cutlass). Deren Coupé-Varianten wurden allerdings noch einige Jahre weitergeführt, ebenso die Kombi-Versionen (bis zum Erscheinen der frontgetriebenen Nachfolger).
Gegenüber der älteren A-Plattform waren die Modelle der neuen Generation erneut kleiner, leichter und sparsamer.

## Modellgeschichte
Anfang 1982 präsentierte Chevrolet den neuen Celebrity, der auf der A-Plattform mit Frontantrieb von General Motors basierte und damit Schwestermodell des Oldsmobile Cutlass Ciera, des Buick Century und des Pontiac 6000 war, als Nachfolger des Chevrolet Malibu, dessen Limousinen- und Kombivarianten bis zum Modelljahr 1983 parallel im Programm verblieben.
Angeboten wurde der Celebrity anfangs als zweitüriges Coupé und als viertürige Limousine in einer einzigen Ausstattungsstufe mit 2,5-Liter-Reihenvierzylinder und 2,8-Liter-V6. Zum Modelljahr 1983 kam zusätzlich ein 4,3-Liter-Diesel-V6 ins Programm.
Im Modelljahr 1984 wurde das Celebrity-Programm durch einen fünftürigen Kombi ergänzt und der Malibu endgültig eingestellt. Zugleich erhielt der Celebrity ein Facelift mit neuer Frontpartie und die Ausstattungsversion Eurosport mit mattschwarzen Details und Sportfahrwerk kam ins Programm. Für Limousinen und Coupés wurde eine High-Output-Variante des Sechszylinders mit 104 kW (141 PS) lieferbar.
1987 erhielt der Celebrity ein neuerliches Facelift mit geändertem Kühlergrill. Der Dieselmotor entfiel. Die Rechteck-Doppelscheinwerfer wichen neuen, jetzt gesetzlich zugelassenen Breitbandscheinwerfern. Der Vierzylinder gewann durch einen neuen Einlasskrümmer und leichtere Kolben 6 kW (8 PS) hinzu, ebenso der V6.
Ende 1988 wurde das Celebrity Coupé aus dem Programm gestrichen. Mitte 1989 folgte die Limousine.
1990 wurde der Celebrity nur noch als Kombi angeboten, die übrigen Versionen wurden durch den größeren Chevrolet Lumina ersetzt. 
Ab 1997 wurde mit dem Chevrolet Malibu auch wieder ein kleineres Mid-size-Modell angeboten.

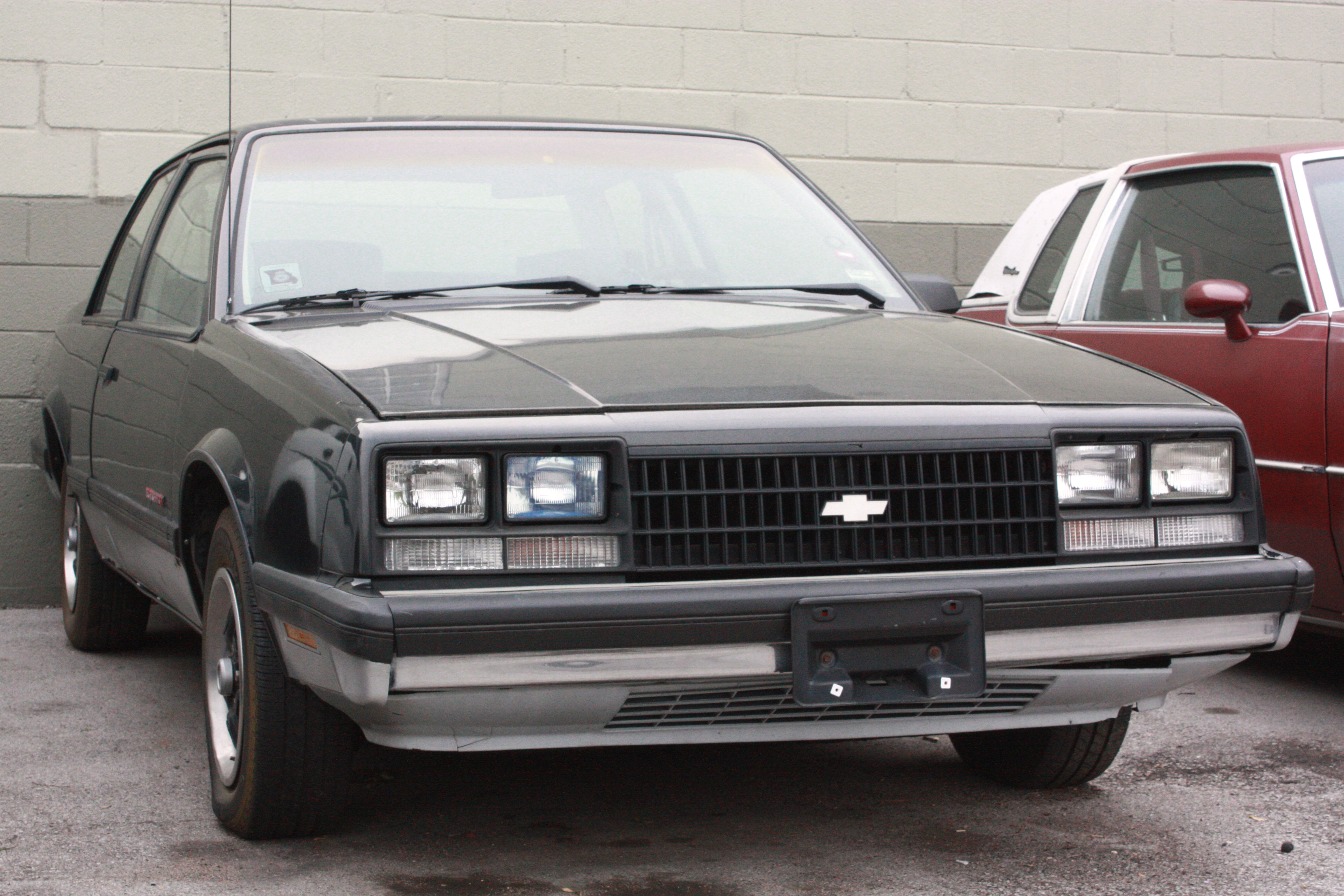
Chevrolet Celebrity Coupé Eurosport (1984–1987)
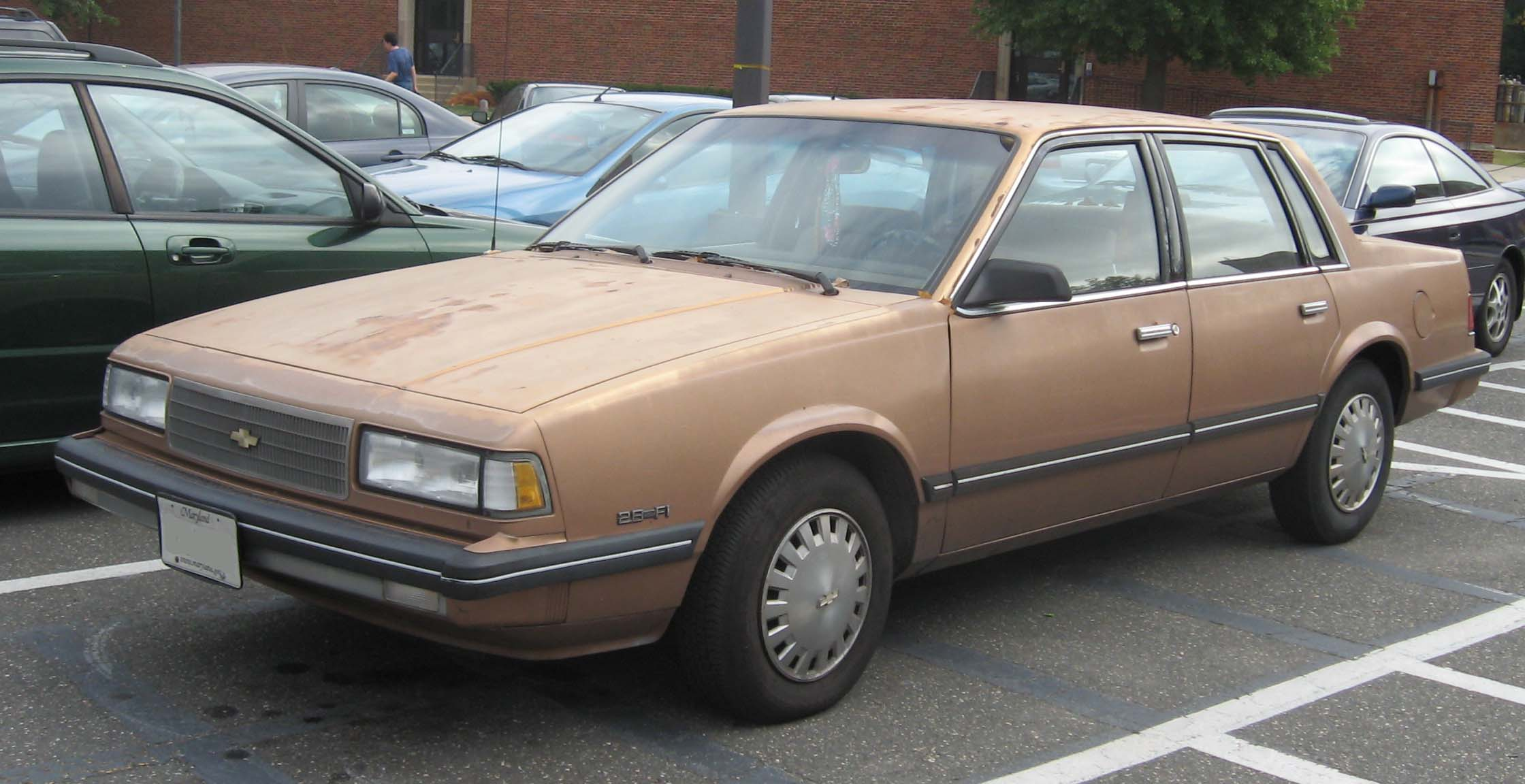
Chevrolet Celebrity Sedan (1987–1989)
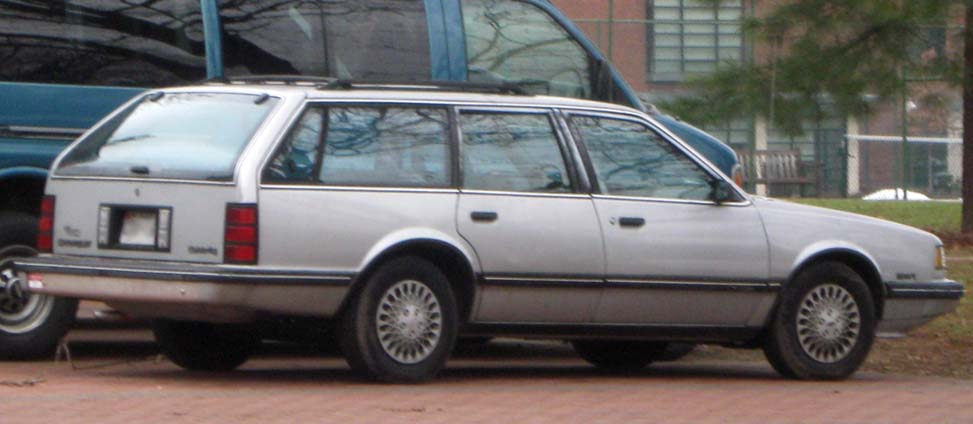
Chevrolet Celebrity Wagon (1987–1990)

## Motoren
Nach Modelljahren
- 1981–1989: Tech IV 2,5 Liter (151 in³) R4 mit 67 kW
- 1981–1986: 2,8 Liter (173 in³) 2-fach-Vergaser V6 (RPO LE2) mit 86 kW
- 1985–1989: 2,8 Liter (173 in³) MPFI V6 (RPO L44 (Guss-Zylinderkopf 1985–1986) und LB6 (Aluminium-Zylinderkopf, 1987–1989)) mit 104 kW/97 kW
- 1984–1985: 4,3 Liter (263 in³) Diesel V6 mit ca. 63 kW
- 1990: 3,1 Liter, (191 in³) MPFI V6 (RPO LH0) mit 104 kW